# Amphineurus chiloeanus
Amphineurus chiloeanus är en tvåvingeart som beskrevs av Alexander 1969. Amphineurus chiloeanus ingår i släktet Amphineurus och familjen småharkrankar. Inga underarter finns listade i Catalogue of Life.